# Miers
Abreviatura científica del botánico inglés John Miers
 Miers  es una comuna y población de Francia, en la región de Mediodía-Pirineos, departamento de Lot, en el distrito de Gourdon y cantón de Gramat.
Su población en el censo de 1999 era de 398 habitantes.
Está integrada en la Communauté de communes du Pays de Padirac .

## Demografía
| 363 | 407 | 391 | 365 | 347 | 398 |
| Para los censos de 1962 a 1999 la población legal corresponde a la población sin duplicidades (Fuente: INSEE [Consultar]) |     |     |     |     |     |